# Trysimia geminata
Trysimia geminata là một loài bọ cánh cứng trong họ Cerambycidae.